# Fraignot-et-Vesvrotte
 Fraignot-et-Vesvrotte  là một xã ở tỉnh Côte-d'Or trong vùng Bourgogne, phía đông nước Pháp. Xã Fraignot-et-Vesvrotte nằm ở khu vực có độ cao trung bình 435 mét trên mực nước biển.